# Walki nad Turią i Bugiem
Walki nad Turią i Bugiem, zwane też walkami pod Dolskiem i Dorohuskiem – walki polskich artylerzystów stoczone w dniach 18–21 lipca 1944 roku, w czasie operacji brzesko-lubelskiej podczas II wojny światowej, jedna z  bitew oddziałów Armii Polskiej w ZSRR.

## Tło
W dniach 22–24 czerwca 1944 wojska czterech frontów radzieckich rozpoczęły operację Bagration na Białorusi. 16 lipca wojska 1 Frontu Białoruskiego wyszły na rubież: stacja kolejowa Swisłocz, Prużana, rejon Janowa Podlaskiego, Milanowicze, wschodni brzeg rzeki Turia. Armia Polska, wchodząca w skład lewoskrzydłowego zgrupowania uderzeniowego 1 Frontu Białoruskiego działała w II rzucie frontu. 11 lipca dowódca frontu wydzielił artylerię Armii Polskiej (1 Brygada Artylerii im. gen. Józefa Bema i 5 Brygada Artylerii Ciężkiej, 1, 2, 3 pułki artylerii lekkiej, 8 pułk artylerii haubic, 1 samodzielny pułk moździerzy, 4 pułk artylerii przeciwpancernej – łącznie ok. 7 tys. żołnierzy i 260 dział i moździerzy), do wsparcia radzieckiej 69 Armii, której zadaniem było przełamanie obrony niemieckiej w rejonie: Targowiszcze, Dolsk, Turyczany, sforsowanie Bugu i rozwinięcie natarcia na Chełm i Lublin. 
Jednostki  artylerii polskiej  rozwinęły się w pasie działania prawoskrzydłowego radzieckiego 91 Korpusu Strzeleckiego gen. lejtn. Fiodora Wołkowa nacierającego na odcinku Targowiszcze, Dolsk, tworząc dwa zgrupowania: 
- Grupę Artylerii Wzmocnienia radzieckiej 312 Smoleńskiej Dywizji Strzeleckiej gen. mjr. Aleksandra Moisiejewskiego – nacierającej na prawym skrzydle korpusu (1, 2 i 3 pal, 1 spm, 8 pah, 4 pappanc) – dowódca ppłk Adolf Krzysztofowicz;
- Grupę Artylerii Dalekiego Działania radzieckiej 69 Armii (polskie 1 BA i 5 BAC oraz radziecka 62 Tamańska Brygada Artylerii Armat) – dowódca płk Jefimow.

W pasie natarcia 91 KS broniły się oddziały  niemieckie 253 DP gen. leutn. Carla Beckera i 342 DP gen. leutn. Heinricha Nickela z 4 Armii Pancernej. Na odcinku działania polskiej artylerii obrona niemiecka opierała się na rz. Turia pod Turyczanami; przedni skraj obrony przebiegał ku północy wzdłuż drogi: Turyczany, Dolsk, Targowiszcze. W dniach 12–13 lipca przeprowadzono rekonesans rejonów ugrupowania bojowego. Od rana 13 lipca zwiadowcy polscy prowadzili rozpoznanie nieprzyjaciela. W nocy z 13 na 14 lipca rozwinięto plutony ogniowe na stanowiskach ogniowych. 

## Przebieg walk
Rano 18 lipca, po uprzednim 3-godzinnym  bombardowaniu pozycji niemieckich przez lotnictwo radzieckie, rozpoczęto o godz. 5.00 przygotowanie artyleryjskie, które trwało 100 min. O godz. 7.00  piechota 69 Armii opanowała kluczowe wzgórza w rejonie  Dolska i uderzyła w kierunku Bugu. Polska artyleria rozpoczęła zmianę stanowisk. Część oddziałów artylerii  dołączyła do piechoty radzieckiej jako artyleria towarzysząca. Pościg prowadzono również w nocy. Artyleria polska przesuwała się wzdłuż osi: Osereby, Sztuń, Zamłynie. 19 lipca w południe, czołowe jednostki 91 KS osiągnęły Bug. 20 lipca jednostki artylerii Wojska Polskiego zajęły stanowiska w rej. m. Bereżce, Rakowiec, na wysokości Dorohuska. Piechota  sforsowała Bug i do wieczora uchwyciła przyczółki. 20 lipca wieczorem polscy zwiadowcy artylerii jako pierwsi przekroczyli Bug i weszli na ziemie polskie. 21 lipca sforsowała rz. Udał (dopływ Bugu) i osiągnęła szosę Dorohusk – Husynne. Stoczono tam zacięte walki z Niemcami, w których uczestniczyła polska artyleria. 69 Armia kontynuowała natarcie, podczas gdy artyleria pozostała pod Husynnem. 23  lipca dołączyła do 1 Armii Wojska Polskiego, która przeprawiła się przez Bug.
Straty niemieckie: ponad 20 baterii, 21 dział ppanc., kilka czołgów, 53 karabiny maszynowe, 8 schronów bojowych i ponad 55 pojazdów mechanicznych.
Straty polskiej artylerii:
- w ludziach: 11 zabitych, 31 rannych i 3 zaginionych;
- w sprzęcie: 2 lunety, 4 lornetki, 1 peryskop zwiadowcy, 1 radiostacja, 3 aparaty telefoniczne, 5 km przewodu telefonicznego.

## Pamięć
Walki nad Turią i Bugiem zostały upamiętnione na Grobie Nieznanego Żołnierza w Warszawie, napisem na jednej z tablic w okresie po II wojnie światowej - "DOLSK – DOROHUSK  14–21 VII 1944".
W Dorohusku w parku przy ulicy 1 Armii Wojska Polskiego znajduje się pomnik z haubicą wz. 38 kalibru 122 mm na cokole poświęcony poległym za wyzwolenie ojczyzny podczas II wojny światowej, odsłonięty w 1982. Umieszczono na nim tablice pamiątkowe z miejscami walk żołnierzy oraz tablicę poświęconą artylerzystom 1 Armii Wojska Polskiego, którą odsłonięto w 20 lipca 1989 w 45 rocznicę walk nad Turią i Bugiem.